# Founder’s Medal (RSAI)
Die Founder’s Medal ist eine seit 1978 von der Regional Science Association International (RSAI) vergebene Medaille. Mit ihr wird ein Lebenswerk auf dem Gebiet der Regionalwissenschaft ausgezeichnet. Die alle vier Jahre vergebene Medaille ist die höchste Auszeichnung der RSAI.

## Preisträger
- 1978: Walter Isard
- 1983: Martin J. Beckmann
- 1991: William Alonso
- 1996: Jean H. P. Paelinck
- 2000: David E. Boyce
- 2004: Peter Nijkamp
- 2008: Antoine Bailly
- 2012: Arthur Getis
- 2016: Manfred M. Fischer
- 2020: Geoffrey J. D. Hewings
- 2024: Jacques Thisse